# Voo Air Canada 624

Mapa do voo 624 de Toronto para Halifax

O Voo Air Canada 624 foi uma rota regular de passageiros, que partia de Toronto, com destino a Halifax, com o Airbus A320. Em 29 de março de 2015, após pouso em Halifax, o avião saiu da pista e colidiu contra um muro, deixando 23 passageiros feridos. Após investigação, foi constatado que a pista estava com neve acumulada, o que causou a derrapagem.